# مندی ووتسل
مندی ووتسل (انگلیسی: Mandy Wötzel؛ زادهٔ ۲۱ ژوئیهٔ ۱۹۷۳) اسکیت‌باز نمایشی اهل آلمان است.